# Stara Krésna
Pour les articles homonymes, voir Krésna.
Stara Krésna (Стара Кресна en bulgare - Vieille Krésna) est un village du sud-ouest de la Bulgarie.

## Géographie
Le village de Stara Krésna est situé dans le sud-ouest de la Bulgarie, à 130 km au sud de Sofia. Il fait partie de la commune de Krésna

## Histoire
Initialement, le village s'appelait Krésna. Mais, à l'occasion de l'érection de la localité de Gara Pirin en ville et chef-lieu de commune, cette dernière fut renommée Krésna et l'ancienne localité de Krésna fut renommée Stara Krésna (Vieille Krésna).
Au XIXe siècle, Krésna (Крѣсна) était un village bulgare faisant partie de la caza de Mélnik, dans le sandjak de Serrès (Empire ottoman). En 1873, il comptait 120 foyers constitués de 400 habitants bulgares.
À la suite de la Guerre russo-turque de 1877-1878, le Traité de San Stefano (3 mars 1878) avait prévu le rattachement de la région de Krésna à la Bulgarie. Mais le Congrès de Berlin (juin-juillet 1878) revint sur cette disposition et laissa la région au sein de l'Empire ottoman. Cette décision provoqua, le 5 octobre 1878, l'éclatement, dans la région, d'une insurrection dite Soulèvement de Krésna-Razlog. Celui-ci échoua, les groupes d'insurgés furent dissous (25 mai 1879) et la région de Krésna demeura dans l'Empire ottoman.
En 1891, Krésna était le centre d'une nahié composée de 4 hameaux (Krésna, Métchkoul, Oshtava et Sénokos) ayant chacun un maire, une église et une école où l'enseignement s'effectuait en Bulgare. Le hameau de Krésna comptait 85 maisons. D'après Vassil Kantchov, 700 personnes, toutes chrétiennes orthodoxes habitaient à Krésna en 1900. D'après les statistiques du secrétariat de l'Exarchat bulgare, Krésna comptait 720 chrétiens bulgares, 1 école primaire avec 1 maître et 20 élèves.
À la suite de la Première Guerre balkanique, la région de Krésna fut rattachée à la Bulgarie par les traités de Londres et Bucarest (1913).

## Économie
Au début du XXe siècle, Krésna était un village relativement important, disposant d'une économie basée sur l'agriculture et l'exploitation de la forêt. Toutefois, la construction d'une nouvelle route et d'une voie de chemin de fer à travers le Défilé de Krésna - situé à 2 km à l'ouest - ainsi que l'implantation d'une gare ferroviaire à Gara Pirin entraînèrent le déclin démographique et économique de Krésna.
De nos jours, les activités économiques restent liés à l'agriculture ainsi qu'à la sylviculture et quelques activités touristiques se sont développées grâce à la proximité de la Gorge de Krésna et à la richesse écologique de l'endroit.

## Galerie

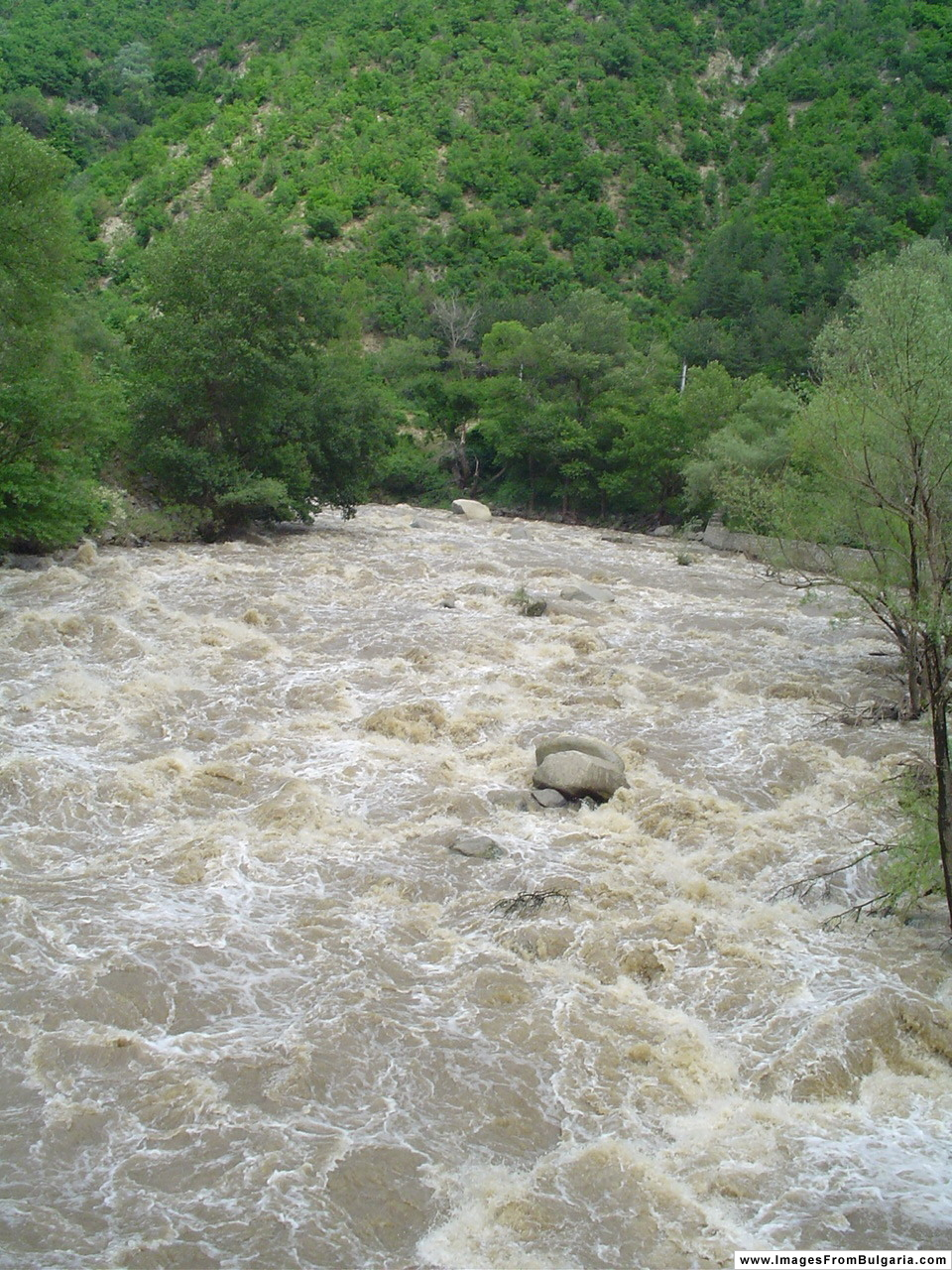
Les rapides de la Strouma dans la Gorge de Krésna